# Myrmobbaren
Myrmobbaren är en amerikansk animerad film från 2006.

## Om filmen
Myrmobbaren regisserades av John A. Davis, som även skrivit filmens manus. Manuset baseras på en roman av John Nickle. Filmen är barntillåten.

## Handlingen i korthet
Lucas blir mobbad av andra barn. Han tar ut sin frustration på en myrkoloni. Myrorna fruktar honom och kallar honom "Förgöraren". En av myrorna, Zoc, utnyttjar sina magiska krafter för att förminska Lucas. Lucas blir tillfångatagen av myrorna och myrdrottningen beslutar att han inte ska bli fri förrän han "är en myra". Han får gå på träning hos myran Hova för att tänka på andra och inte bara på sig själv.

## Rollista (urval)

### Engelska röster[1]
- Julia Roberts - Hova
- Nicolas Cage - Zoc
- Meryl Streep - drottningen
- Paul Giamatti - Stan Beals
- Zach Tyler Eisen - Lucas Nickle
- Regina King - Kreela
- Bruce Campbell - Fugax
- Lily Tomlin - Mommo
- Cheri Oteri - Doreen Nickle
- Larry Miller - Fred Nickle
- Allison Mack - Tiffany Nickle
- Ricardo Montalban - ordförande i rådet
- Jake T. Austin - Nicky

### Svenska röster[2]
- Sam Molavi - Lucas
- Eva Röse - Hova
- Mattias Knave - Zoc
- Fredrik Dolk - Fugax
- Kayo Shekoni - Kreela
- Lars Dejert - Sten Sanér
- Ola Forssmed - Skalbagge
- Jonas Bergström - Rådsherre
- Ewa Fröling - Mormor
- Gunnel Fred - Drottningen